# Cumulonimbus
Los cumulonimbus o cumulonimbos son nubes de gran desarrollo vertical, internamente formadas por una columna de aire cálido y húmedo que se eleva en forma de espiral rotatoria. Su base suele encontrarse a menos de 2 km de altura mientras que la cima puede alcanzar unos 11 a 12 km de altitud. Cuando están plenamente desarrollados adoptan una forma de yunque con la punta hacia atrás con respecto a la dirección del desplazamiento de la tormenta, es decir, a sotavento, son consideradas nubes sorprendentes e imponentes.
Estas nubes suelen producir precipitaciones intensas y tormentas eléctricas, especialmente cuando ya están plenamente desarrolladas. Se abrevia Cb. Su símbolo es .
El cumulonimbus es un tipo de nube de desarrollo alto, denso, con tormenta y mal tiempo. Se pueden formar aisladamente, en grupos, o a lo largo de un frente frío en una línea de inestabilidad. Los cumulonimbus se originan de las nubes del tipo cúmulus.
La cima de cumulonimbus suele ser lisa o con estrías, y casi siempre aplastada. Por debajo de la base, muy oscura, aparecen nubes bajas, rasgadas y lluvias. En la escala ascendente de desarrollo de las nubes, la cumulonimbus se forma luego de las cumulus congestus.

## Apariencia
La base de un cumulonimbus puede tener más de 10 km horizontales, y estar ocupando medias y bajas altitudes:
desde una altitud de alrededor de 3 a 4 km, y el pico llegar a 23 km en casos extremos. Normalmente, llegan a altitudes mucho más bajas.
El cumulonimbus suele caracterizarse por una zona chata, y otra tipo yunque (el domo de yunque), causada por líneas de viento débil que se quedan atrás de la nube por su menor velocidad, tanto como por la inversión térmica causada por el aumento de temperaturas arriba de la tropopausa. Esta forma de yunque precede la estructura principal de la nube por mucha distancia.

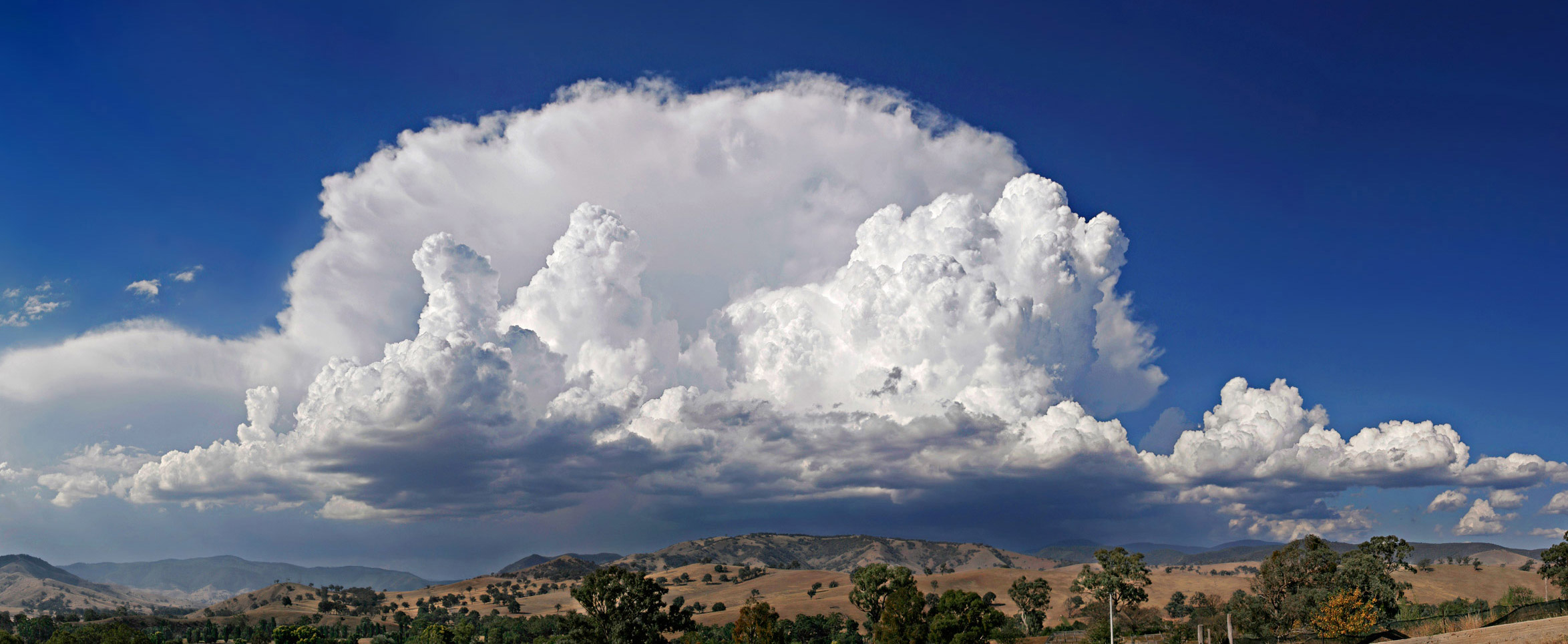
Cumulonimbus capillatus incus: de forma de yunque.

## Efectos
Las células de tormenta pueden producir lluvia torrencial de naturaleza convectiva e inundaciones repentinas, así como vientos fuertes. Los cumulonimbos también pueden producir tormentas invernales peligrosas que se asocian con nevadas particularmente intensas y con condiciones de ventisca cuando van acompañadas de fuertes vientos que reducen aún más la visibilidad. Sin embargo, los cumulonimbus son más comunes en las regiones tropicales y también son frecuentes en ambientes húmedos durante la estación cálida en las latitudes medias.

### Peligros para la aviación
Los cumulonimbos son un peligro notable para la aviación debido sobre todo a las potentes corrientes de viento, pero también a la reducción de la visibilidad y los relámpagos, así como a la formación de hielo y granizo si vuelan dentro de la nube. Dentro y en las cercanías de las tormentas hay turbulencia significativa. La cizalladura del viento dentro y debajo de un cumulonimbo suele ser intensa y las ráfagas son responsables de muchos accidentes en décadas anteriores antes del entrenamiento y la detección tecnológica y el pronóstico inmediato. Las microrráfagas suelen ser las causantes de accidentes debido a su inicio repentino y cambios rápidos en el viento y las condiciones aerodinámicas en distancias cortas. La mayoría de las ráfagas descendentes están asociadas con ejes de precipitación visibles, sin embargo, las microrráfagas secas son generalmente invisibles a simple vista. 

## Formación de los cumulonimbos

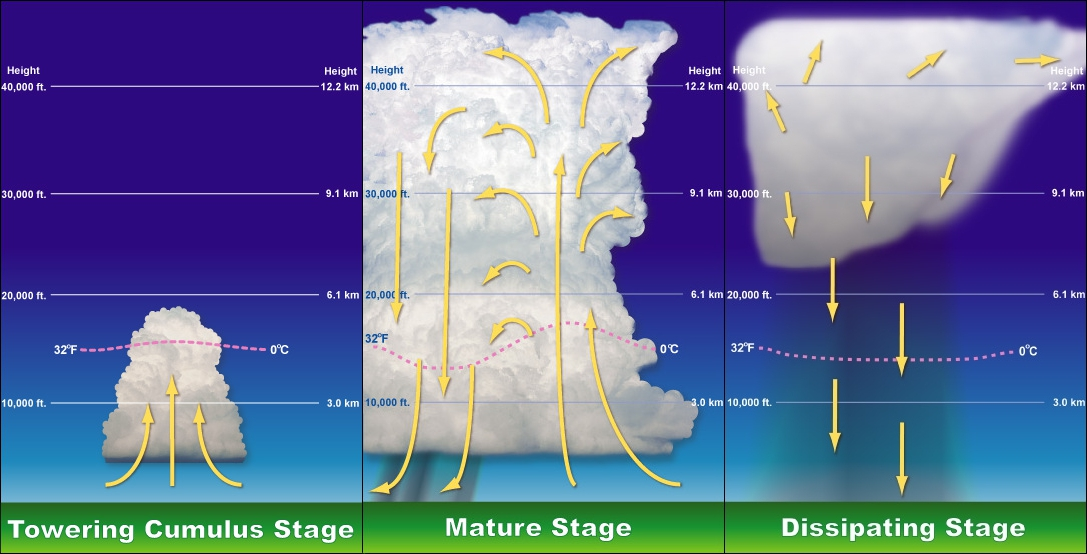
Etapas de la vida de una nube cumulonimbus.

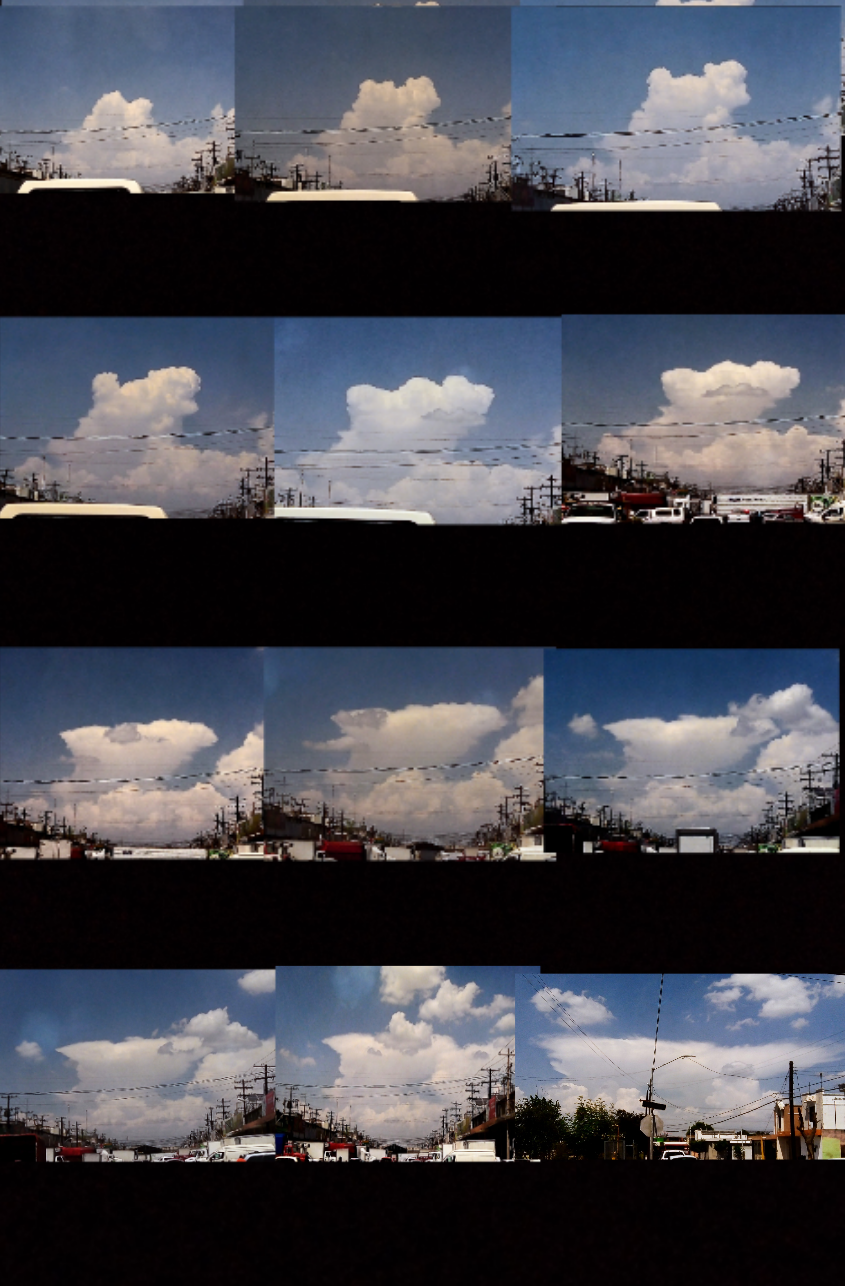
Transformación de una cumulus congestus madura a una cumulonimbus incus madura

En general, los cumulonimbos requieren humedad, una masa de aire inestable y una fuerza de elevación para formarse. Suelen pasar por tres etapas: la etapa de desarrollo, la etapa madura (donde la nube principal puede alcanzar el estado de supercélula en condiciones favorables) y la etapa de disipación. La tormenta eléctrica promedio tiene un diámetro de 24 km y una altura de aproximadamente 12,2 km.
Para su formación se necesita la concurrencia de tres factores:
- Mucha humedad en el ambiente.
- Una masa inestable de aire caliente.
- Una fuente de energía para subir rápidamente esa masa caliente y húmeda. Este movimiento ascendente es provocado por el aire frío que, al ser más pesado y denso, se introduce como una cuña girando en sentido horario y levantando al aire caliente y húmedo que se convierte rápidamente en un tobogán nuboso ascendente que gira en sentido antihorario y se va extendiendo en forma de yunque cuya parte más prominente se va quedando atrás, con relación a la dirección general del viento.

Los lugares típicos de gran formación de estas nubes se encuentran, en las zonas templadas, alrededor de una línea de frente frío, cerca de los océanos, donde la brisa marina puede proveer energía a la tormenta, o en montañas en las laderas de barlovento donde el viento se ve forzado a elevarse ocasionando que el aire más caliente (menos denso) ascienda dando origen a fuertes precipitaciones y tormentas. Los cumulonimbos sirven para equilibrar, dentro de la zona intertropical, las pequeñas áreas de inestabilidad que se originan por la insolación. 
La inestabilidad entre las ráfagas en ascenso (con humedad y nubes) y las ráfagas en descenso (aire frío y seco) produce cargas de electricidad estática que se van acumulando en el cumulonimbo. La descarga de esta electricidad causa el relámpago y el trueno.
Desde fines de primavera hasta comienzos del otoño, el cumulonimbo tiene más oportunidades de formarse, debido al calor acumulado en el suelo por la insolación. Hará falta un frente frío para que el aire caliente ascendente sea empujado por la irrupción rápida de las masas inferiores de aire frío. 

## Categorización de cumulonimbos
Los cumulonimbos se caracterizan mayormente por su forma.
- Cumulonimbus calvus: nube con parte superior hinchada, similar al cumulus congestus del que se desarrolla; en las condiciones adecuadas puede convertirse en un cumulonimbus capillatus.

- Cumulonimbus capillatus: nube con la parte superior en forma de cirro, con bordes fibrosos.[6]

- Cumulonimbus flammagenitus (pyrocumulonimbus): nube de rápido crecimiento que se forma a partir de fuentes de núcleos de condensación y calor no atmosférico, como incendios forestales y erupciones volcánicas.

- Cumulonimbus arcus: formación de nubes bajas y horizontales asociadas con el borde de ataque de la tormenta.[7]

- Cumulonimbus pannus: acompañado de una capa inferior de nimbostratos.[8]

- Cumulonimbus incus: cumulonimbo con una parte superior cirriforme plana en forma de yunque causada por la cizalladura del viento donde las corrientes de aire ascendentes golpean la capa de inversión en la tropopausa.[9]

- Cumulonimbus mammatus: con protuberancias en forma de mamelones en la parte inferior.

- Cumulonimbus tuba: columna que cuelga de la base de la nube y que puede convertirse en una nube embudo o un tornado.

- Virga: precipitación que se evapora antes de llegar al suelo.[10]
- Pileus: pequeña nube en forma de casquete sobre un cumulonimbus progenitor.

- Velum: una fina lámina horizontal que se forma alrededor de la mitad de un cumulonimbus.[11]

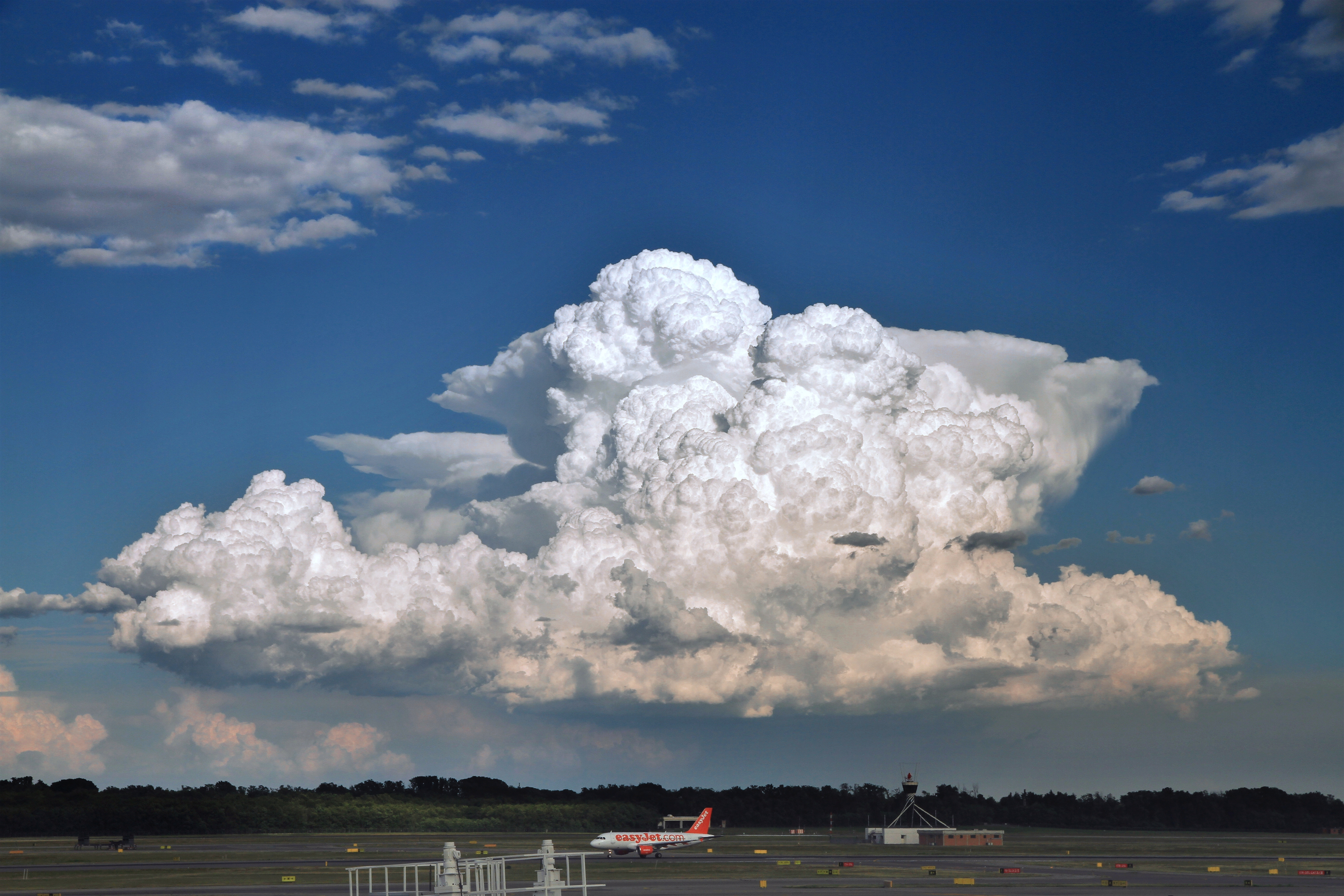
Cumulonimbus calvus
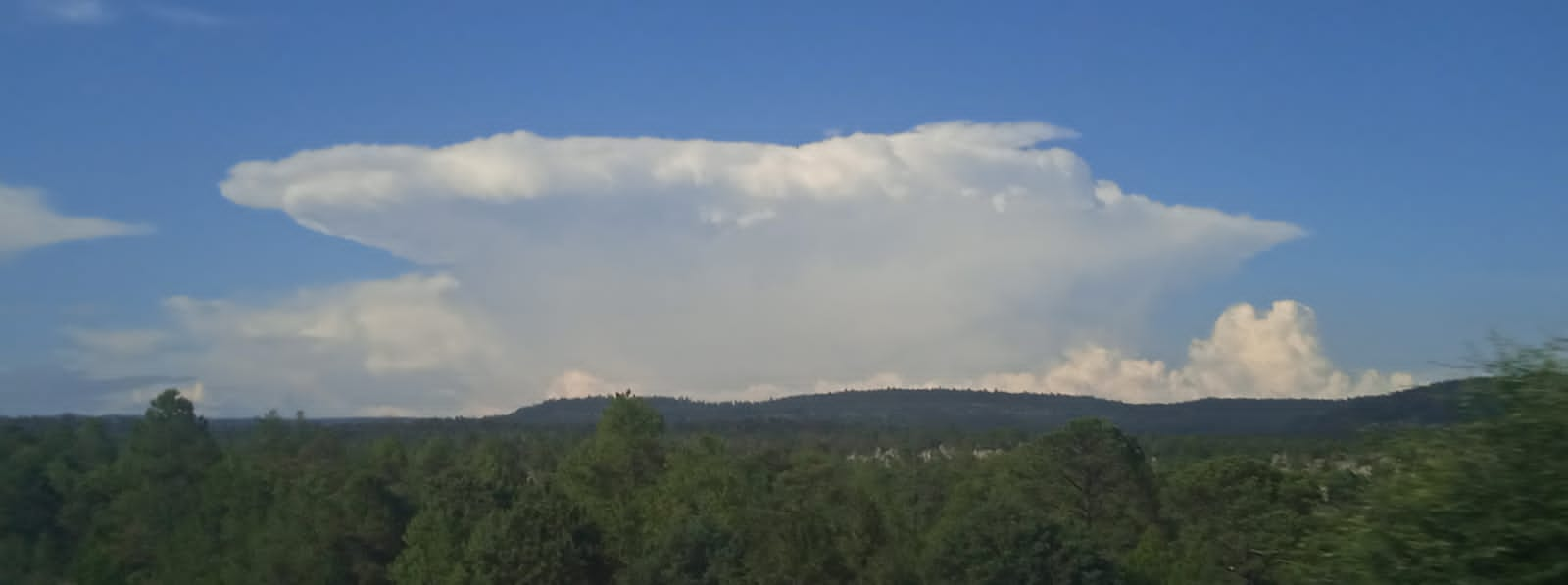
Cumulonimbus capillatus
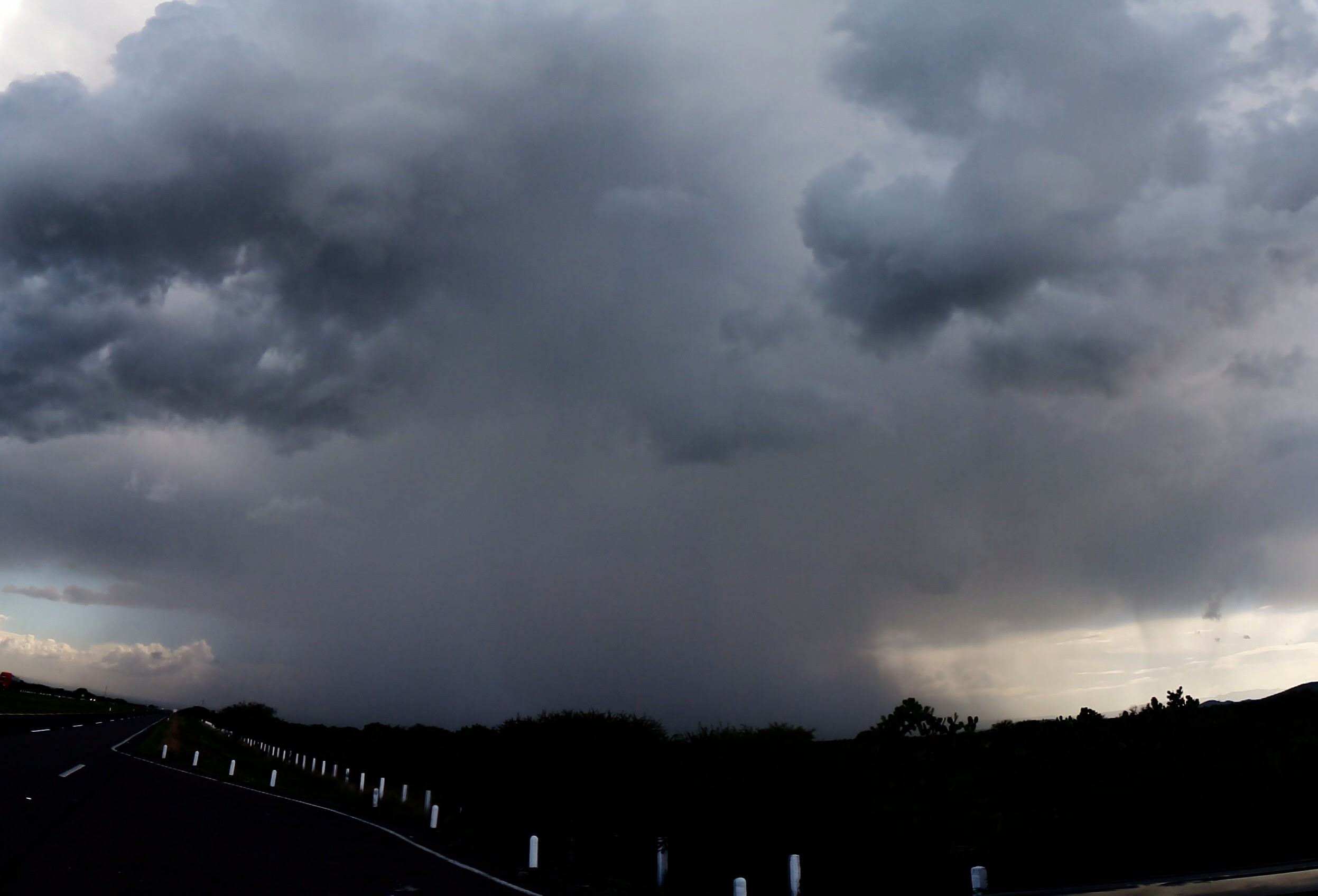
Cumulonimbus praecipitatio
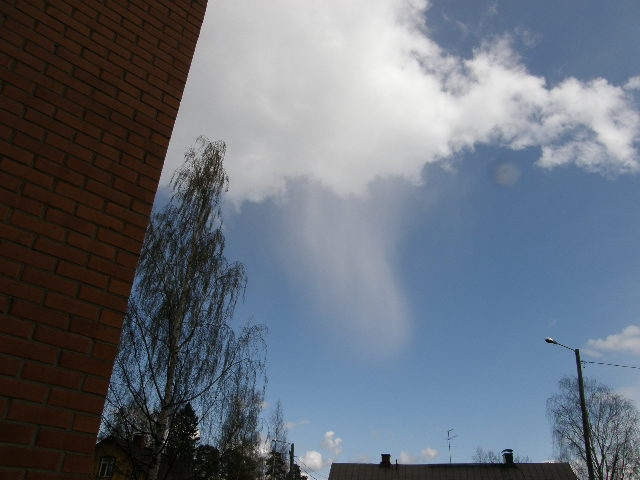
Cumulonimbus virga
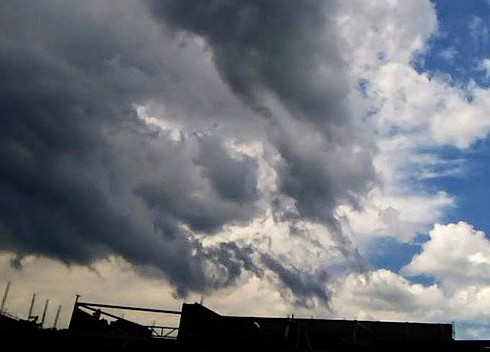
Cumulonimbus pannus
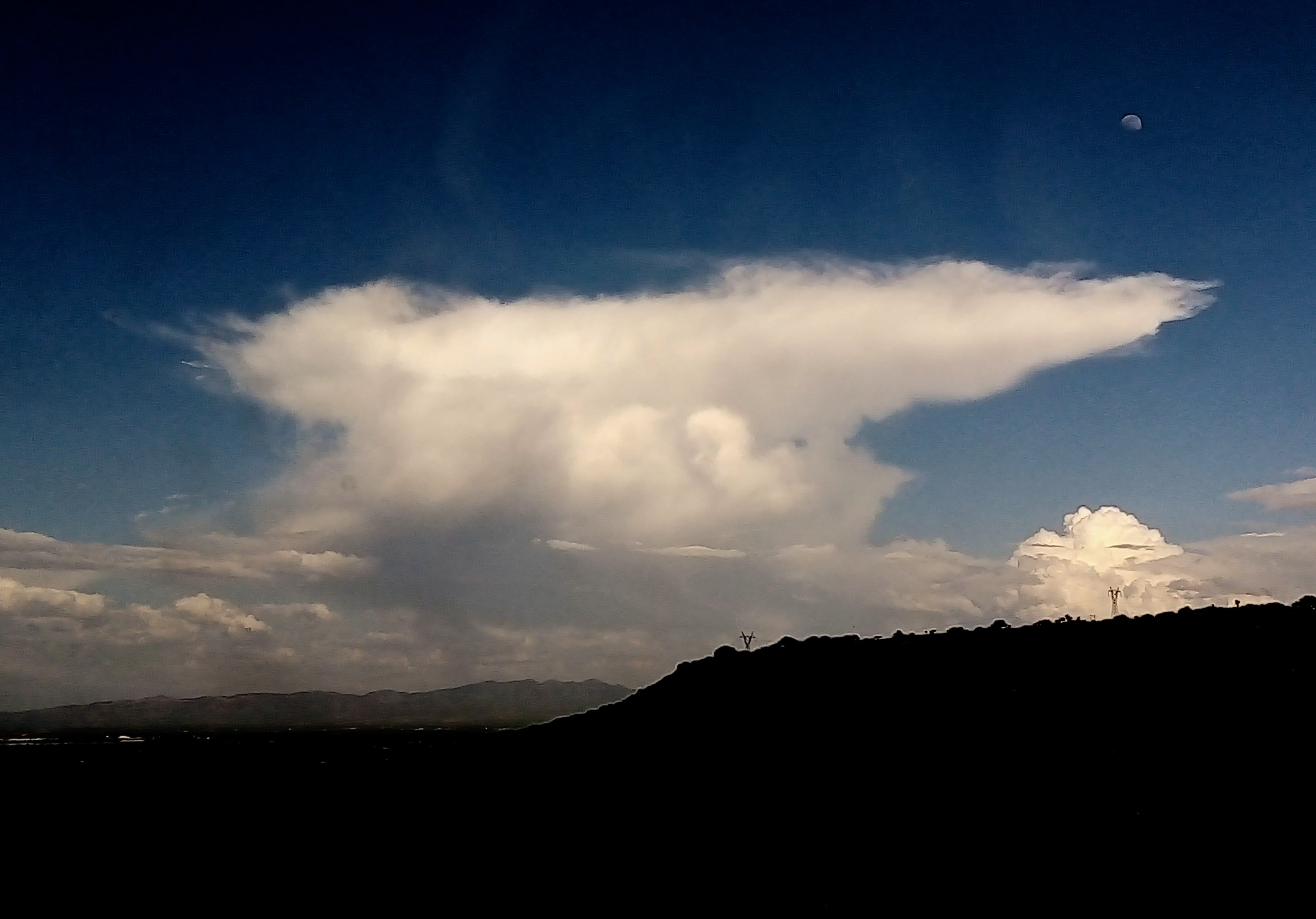
Cumulonimbus incus
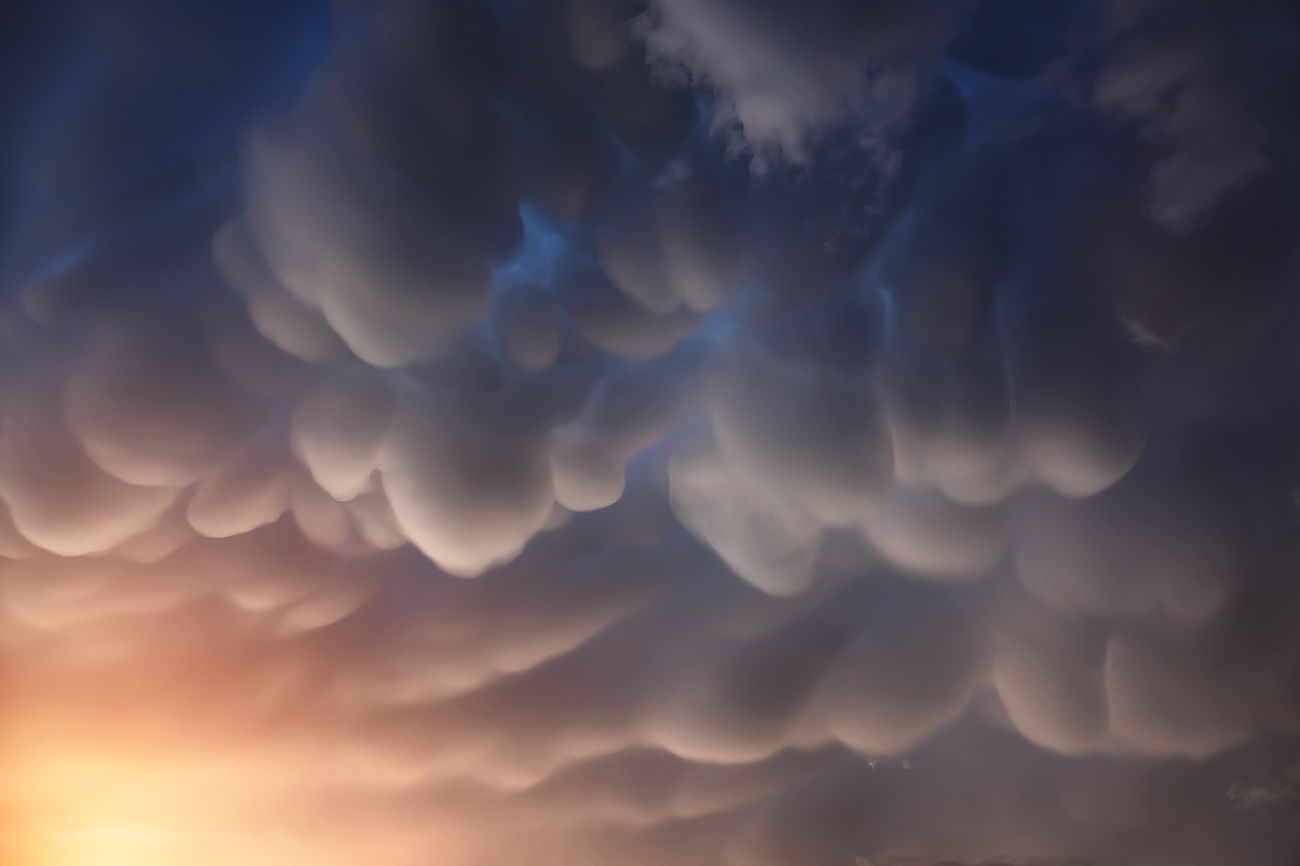
Cumulonimbus mammatus
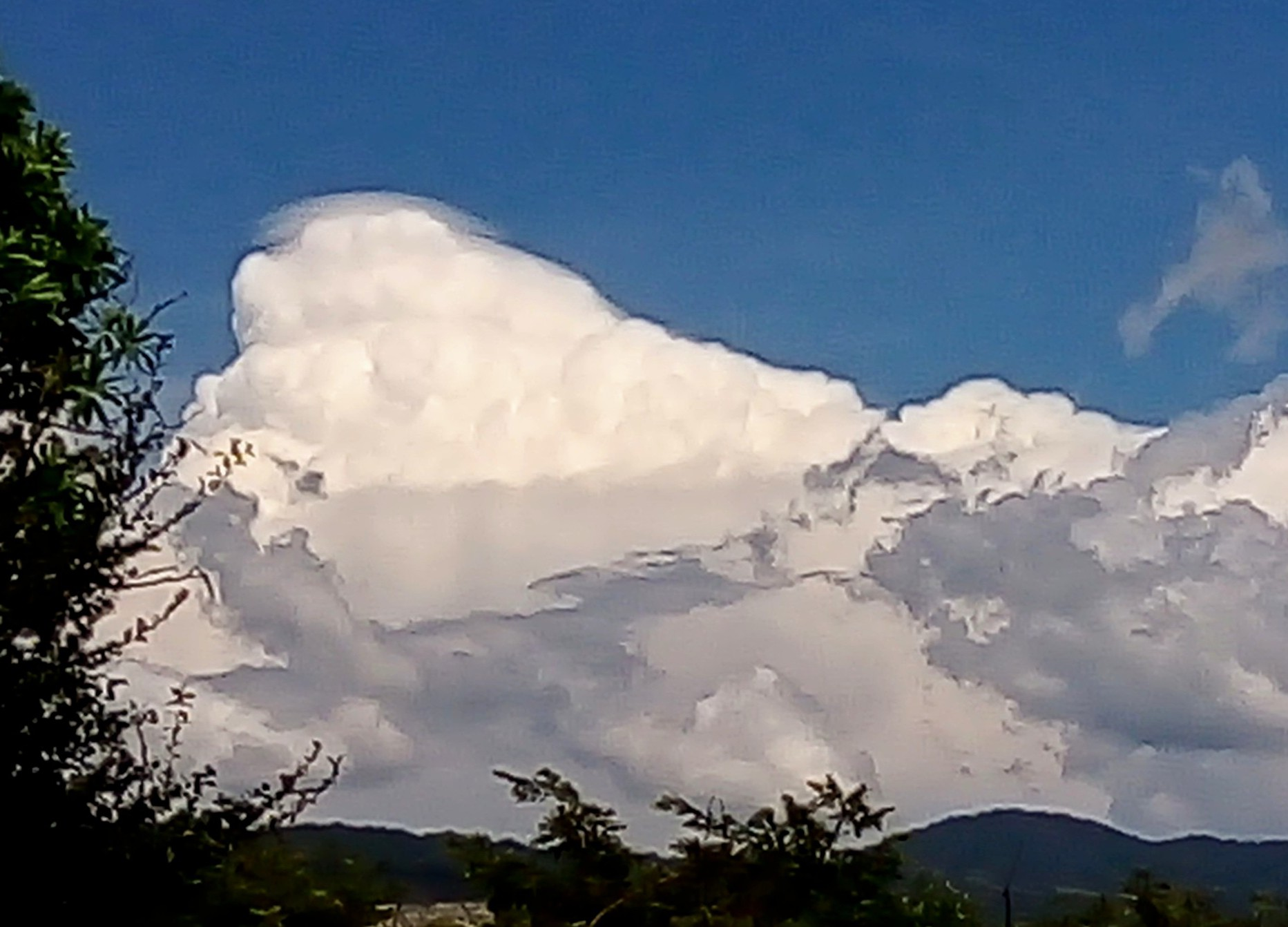
Cumulonimbus pileus
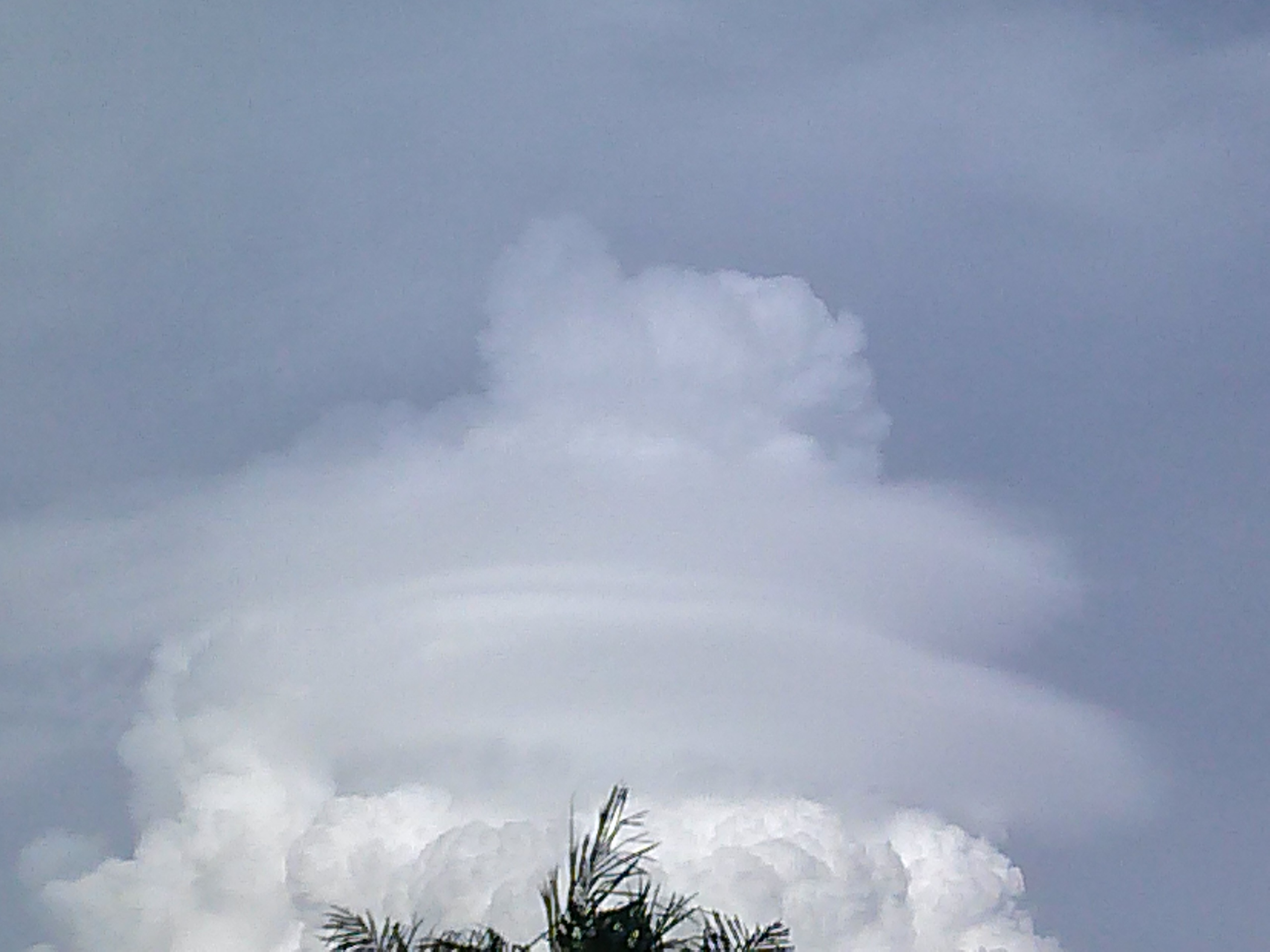
Cumulomimbus velum
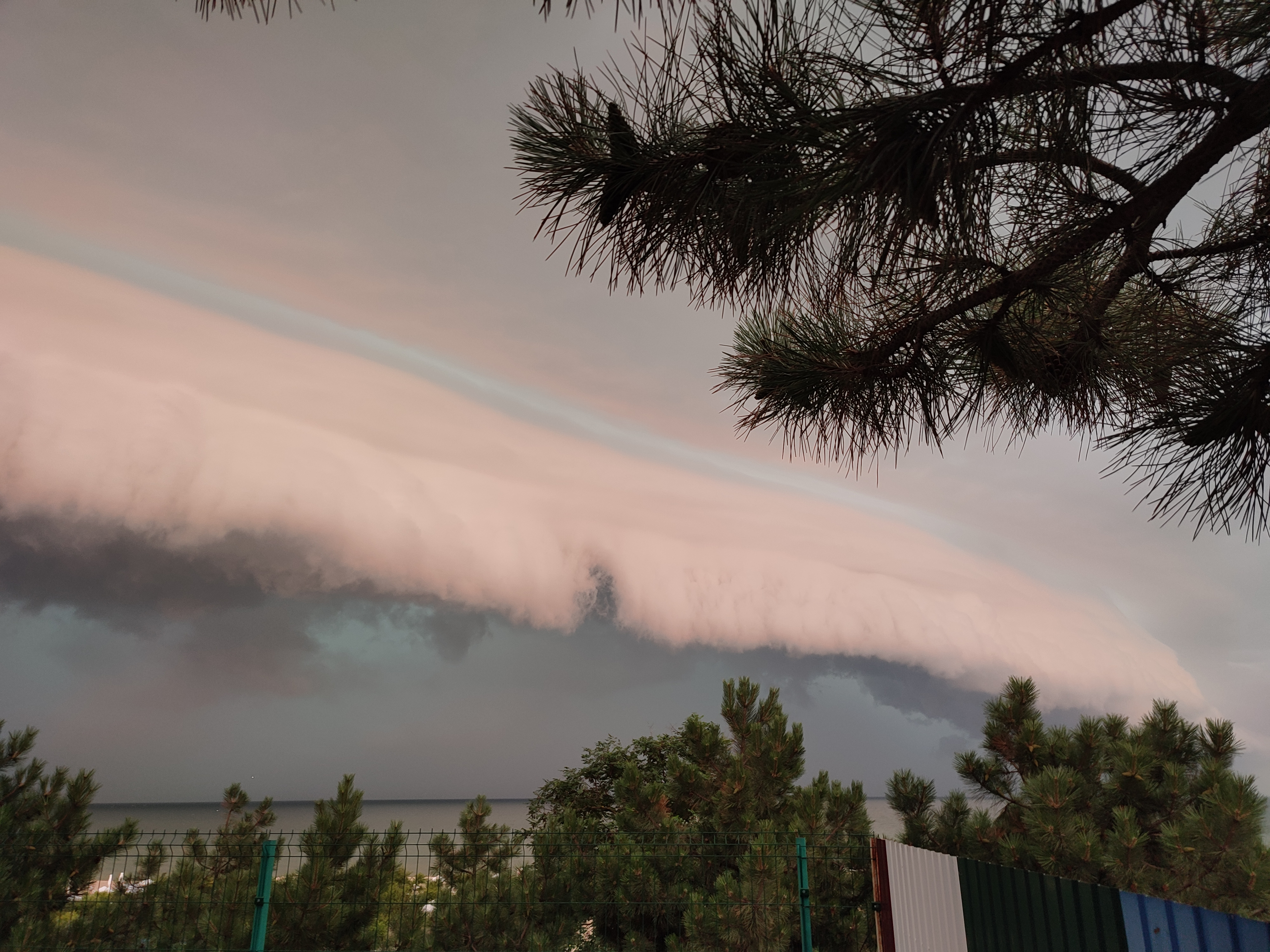
Cumulonimbus arcus

## Tipos de nubes
Las nubes se forman cuando se alcanza la temperatura del punto de rocío del agua en presencia de núcleos de condensación en la troposfera. La atmósfera es un sistema dinámico y las condiciones locales de turbulencia, elevación y otros parámetros dan lugar a muchos tipos de nubes. Varios tipos de nubes ocurren con la suficiente frecuencia como para haber sido categorizados. Además, algunos procesos atmosféricos pueden hacer que las nubes se organicen en distintos patrones, como nubes onduladas o nubes actinoformes . Estas son estructuras a gran escala y no siempre son fácilmente identificables desde un solo punto de vista.

## Ejemplos

### Cumulonimbos vistos desde el punto de vista de un avión

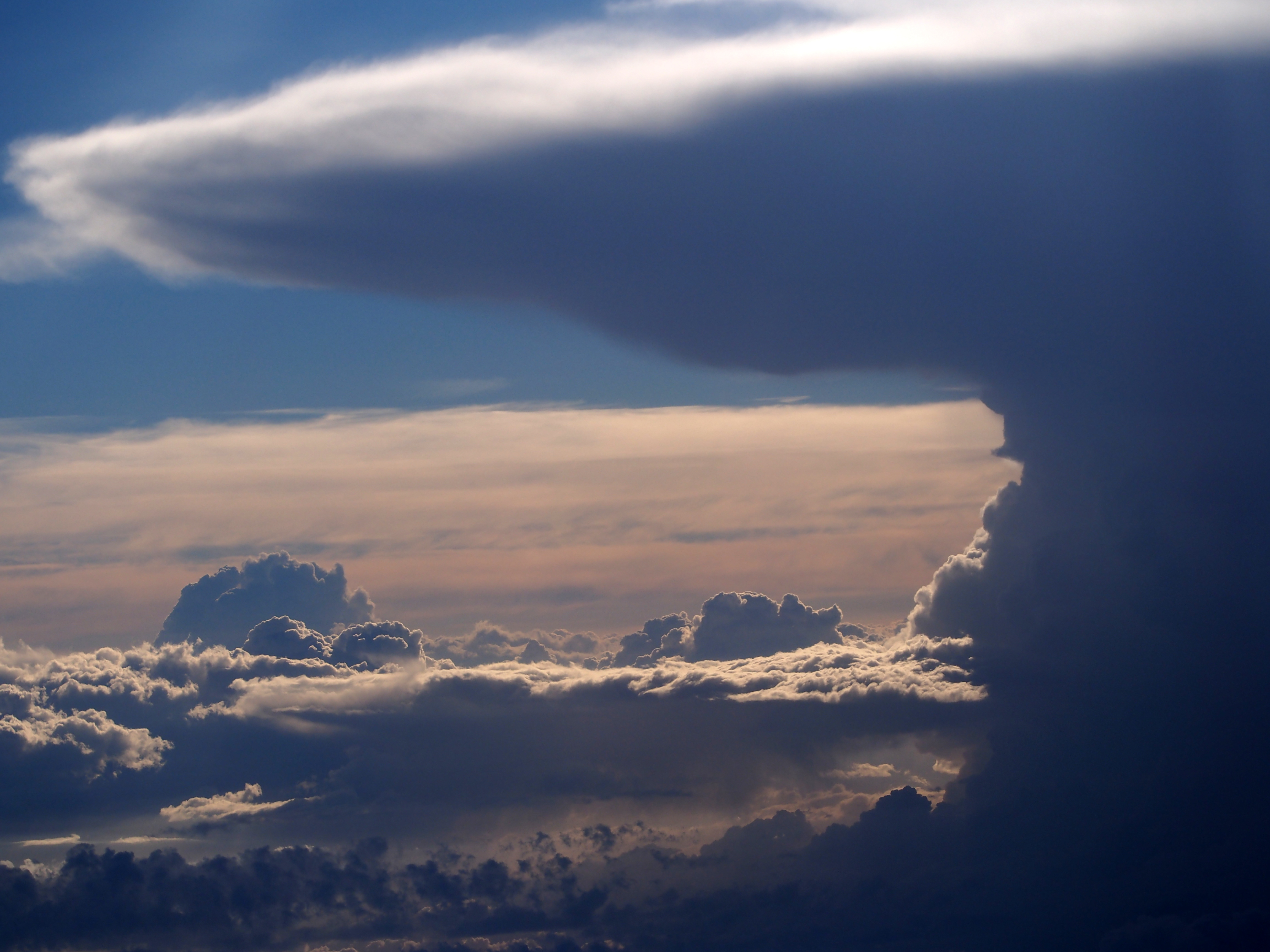
Un gran cumulonimbo visto desde un avión que vuela a una altitud de 32.000 pies (9750 m).

Las siguientes cifras provienen del Atlas Internacional de las Nubes. La base de un cumulonimbo se encuentra generalmente por debajo de los 2 km. La cumbre del cumulonimbus suele superar los 10 km de altura. El espesor de los cumulonimbus varía entre 3 km y 15 km.
Estas cifras deben ponerse en perspectiva, porque es común que la base de una nube convectiva sea significativamente más alta, ya sea en presencia de convección elevada o en presencia de condiciones muy secas. Además, la cima de un cumulonimbus puede alcanzar los 70.000 pies, es decir 21 km, que llega hasta la estratosfera.

#### Debajo de la nube
Vistos desde abajo, los cumulonimbus generalmente tienen una base oscura que puede ser cóncava. Debajo de la base de los cumulonimbos encontramos frecuentemente nubes deshilachadas llamadas pannus que provienen de la evaporación-condensación de la humedad a nivel del suelo. Cuando estos pannus se sueldan, forman un arco que es un rodillo oscuro en la parte frontal de la nube. La visibilidad puede ser pobre en caso de precipitaciones. El Atlas Internacional de Nubes afirma que allí las turbulencias suelen ser muy fuertes. Sin embargo, las corrientes ascendentes bajo un cumulonimbus pueden ser extremadamente laminares, extensas y regulares.

#### Dentro de la nube
Las nubes cumulonimbus están formadas por gotas de agua en su parte inferior que pueden estar sobreenfriadas y cristales de hielo en su parte superior. Esta agua sobreenfriada suele estar presente en grandes cantidades y rápidamente provocará la formación de hielo en el avión y posiblemente provocará un accidente aéreo. En las regiones inferiores de la nube está oscuro (e incluso puede estar oscuro a plena luz del día) y la visibilidad es nula. En la parte superior de la nube, la iluminación puede ser intensa pero la visibilidad sigue siendo escasa. Las turbulencias son muy fuertes y extremas y muchos aviones se han desintegrado en nubes cumulonimbus.

#### Por encima de la nube
Dependiendo de su etapa de desarrollo, aparecen como cúmulos congestus o como densos cirros que forman vastos penachos o tienen forma de yunque. Cuando estas nubes son iluminadas directamente por el sol, son de un blanco deslumbrante. Pueden surgir de una masa de nubes estratiformes (éstas son entonces altocumulonimbus) o estar rodeadas de velo o pileus.